# Nyhavnsgade
Nyhavsgade er en 1,5 km lang indfaldsvej, der forbinder Østre Alle nær Kridtsvinget med Aalborg Midtby. Vejen er firesporet på den længste strækning fra Østre Alle og indtil Karolinelundsvej, mens den er tosporet på den inderste strækning på Aalborgs centrale havnefront.
Nær Nyhavnsgade ligger bl.a. SKAT, Alfa Laval Aalborg, Nordkraft, Musikkens Hus, Utzon Center, Friis og Hovedbiblioteket.

## Vejens forløb
Fra Østre Alle passerer Nyhavngade (af større veje) først Gasværksvej-Skibsbyggerivej. Dernæst krydses Karolinelundsvej-Musikkens Plads, Løkkegade, Nytorv-Rendsburggade, Slotsgade. Til sidst forsættes Nyhavnsgade af Slotspladsen. Der er fra Nyhavnsgade således forbindelse til Midtbyen, Øgadekvarteret, Vejgaard og Østre Havn.